# Vera Per
Vera Per, slovenska gledališka, televizijska in filmska igralka, * 28. januar 1934, Ljubljana, † 19. februar 2004, Ljubljana.
Diplomirala je na Akademiji za gledališče, radio, film in televizijo v Ljubljani. Med letoma 1957 in 1962 je bila članica ansambla Slovenskega ljudskega gledališča Celje, nato do upokojitve leta 1997 Mestnega gledališča ljubljanskega. Nastopila je tudi v več filmih in TV serijah.

## Filmografija
- Poletje v školjki 2 (1988, celovečerni igrani film)
- Veter (1988, kratki igrani TV film)
- Nobeno sonce (1984, celovečerni igrani film)
- Trije prispevki k slovenski blaznosti (1983, celovečerni igrani film)
- Ženski akt (1982, kratki igrani film)
- Naša krajevna skupnost (1980, TV nadaljevanka)
- Olimpiada (1979, TV igra)
- Izsiljevanje (1978, TV igra)
- Obiski (1975, TV igra)
- Zgodba, ki je ni (1967) celovečerni igrani film)